# Lucy Packer
Lucy Francesca A. J. Packer (Ammanford, 2 febbraio 2000) è una rugbista a 15 che ha rappresentato il Galles nel rugby a VII e, dal 2021, l'Inghilterra in quello a XV.

## Biografia
Nativa di Ammanford, comunità gallese in Carmarthenshire, ebbe le prime esperienze internazionali ai Giochi del Commonwealth 2018, nel cui torneo di rugby a 7 apparve in rappresentanza del Galles.
Ingaggiata in Inghilterra dalle Harlequin Ladies, ha vinto nel 2021 il campionato con tale squadra e, ad aprile 2022, avendo guadagnato l'idoneità per residenza a rappresentare l'Inghilterra, esordì in maglia bianca nel corso del Sei Nazioni proprio contro il Galles.
A seguire, ha ricevuto la convocazione nella squadra partecipante alla Coppa del Mondo 2021, tenutasi con un anno di posticipo rispetto alla scadenza originale per via della pandemia di COVID-19; in tale manifestazione ha raggiunto la finale, poi persa contro le padrone di casa della Nuova Zelanda.

## Palmarès
- Campionati inglesi : 1
Harlequins: 2020-21